# La Tour-du-Crieu
La Tour-du-Crieu (okzitanisch La Tor del Criu) ist eine französische Gemeinde mit 3.268 Einwohnern (Stand: 1. Januar 2022) im Département Ariège in der Region Okzitanien liegt. Die Gemeinde gehört zum Arrondissement Pamiers und zum Kanton Pamiers-2. Die Einwohner werden Critouriens genannt.

## Lage
La Tour-du-Crieu liegt etwa drei Kilometer östlich von Pamiers und wird umgeben von den Nachbargemeinden Pamiers im Norden und Westen, Le Carlaret im Nordosten, Saint-Amadou im Osten, Les Pujols im Südosten sowie Verniolle im Süden. An der westlichen Gemeindegrenze verläuft der Fluss Crieu, im Osten der Estaut, der hier noch Rieutort genannt wird.

## Geschichte
Bis 1915 hieß der Ort noch Les Allemans und wurde wegen der Ähnlichkeit zu Allemands (Deutsche) im Ersten Weltkrieg umbenannt.

## Bevölkerungsentwicklung
| 1962                       | 1968 | 1975 | 1982 | 1990 | 1999 | 2006 | 2019 |
| -------------------------- | ---- | ---- | ---- | ---- | ---- | ---- | ---- |
| 616                        | 745  | 1162 | 1640 | 2011 | 1978 | 2221 | 3218 |
| Quellen: Cassini und INSEE |      |      |      |      |      |      |      |

## Bauwerke

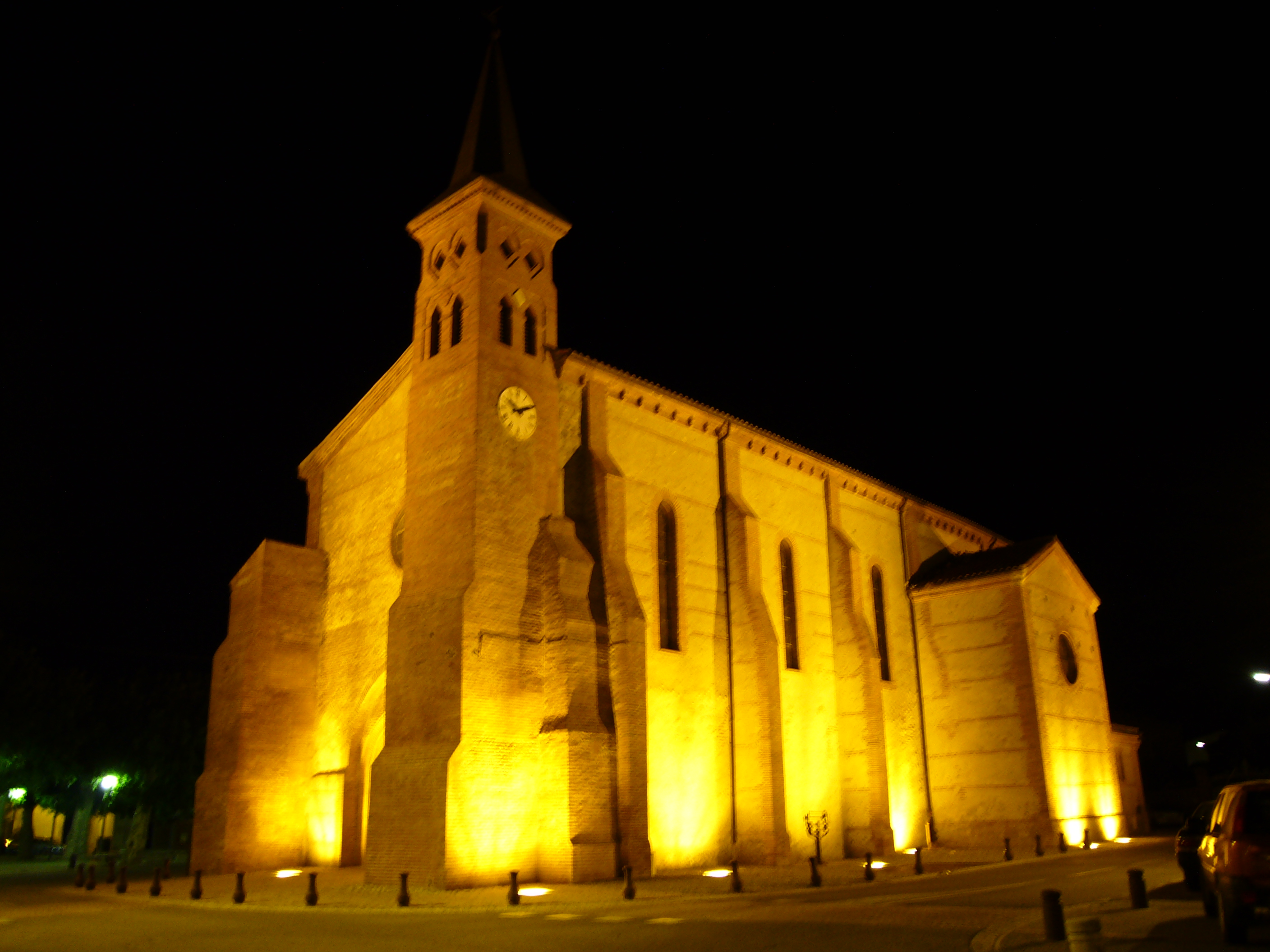
Kirche Saint-Paul

- Kirche Saint-Paul, wiedererrichtet im 17. Jahrhundert
- Kapelle, von 1854 bis 1864 erbaut, 1958 restauriert
- heutiges Rathaus (genannt Le Château) aus dem 17. Jahrhundert
- Schloss Bonrepeaux (auch Bonrepos) aus dem 18. Jahrhundert

## Persönlichkeiten
- Bernard Saisset (1232–1314), erster Bischof von Pamiers